# Mare de Déu Jove de Perpinyà
La Mare de Déu Jove de Perpinyà és la Capella del col·legi Cours Maintenon i del convent de les Germanes de la Sagrada Família de Bordeus del ciutat de Perpinyà, del barri de les Arcades, de la ciutat de Perpinyà, a la comarca del Rosselló, de la Catalunya del Nord.
És al sector sud de Perpinyà, al barri de les Arcades, en el Camí de les Arcades, amb accés des de l'avinguda de Victor Dalbiez, a prop de l'estació de mercaderies de Perpinyà.